# Макгадикгади
Макгадикгади или Макарикари (на английски: Makgadikgadi, Makarikari‎) е безотточна падина в Южна Африка, в североизточната част на Ботсвана, в северната част на падината Калахари, на около 900 m н.в. Площта ѝ е около 40 000 km². Съставена е от няколко обособени падини, в които са разположени плитки езера: пресноводни, подхранвани от временни реки и подземни води, засолени, солени и солончаци. Централните части на падината са заети от две големи безотточни солени езера – Нтветве на запад и Соа (Шва) на изток, които през по-влажните години се съединяват. През сухия зимен сезон езерата пресъхват и се превръщат в солончакови тресавища. Епизодично езерото Нтветве се подхранва от река Ботлетле, изтичаща от блатото Окаванго и вливаща се в сладководното езеро Цкау, разположено югозападно от Нтветве. Само в много влажни години река Ботлетле изтича от Цкау и достига до Нтветве. Езерото Соа (Шва) също епизодично се подхранва от река Ната, водеща началото си от платото Матабеле. През сухия сезон големи участъци от падината се покриват с тревиста савана. Територията на Макгадикгади попада в резервата Мореми.